# V8-Star

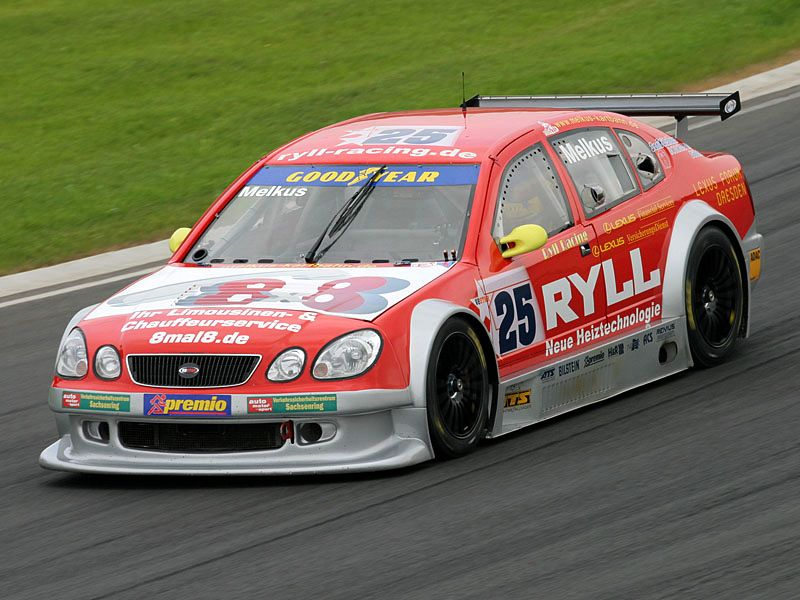
Fahrzeug der V8-Star-Serie mit Lexus-Hülle

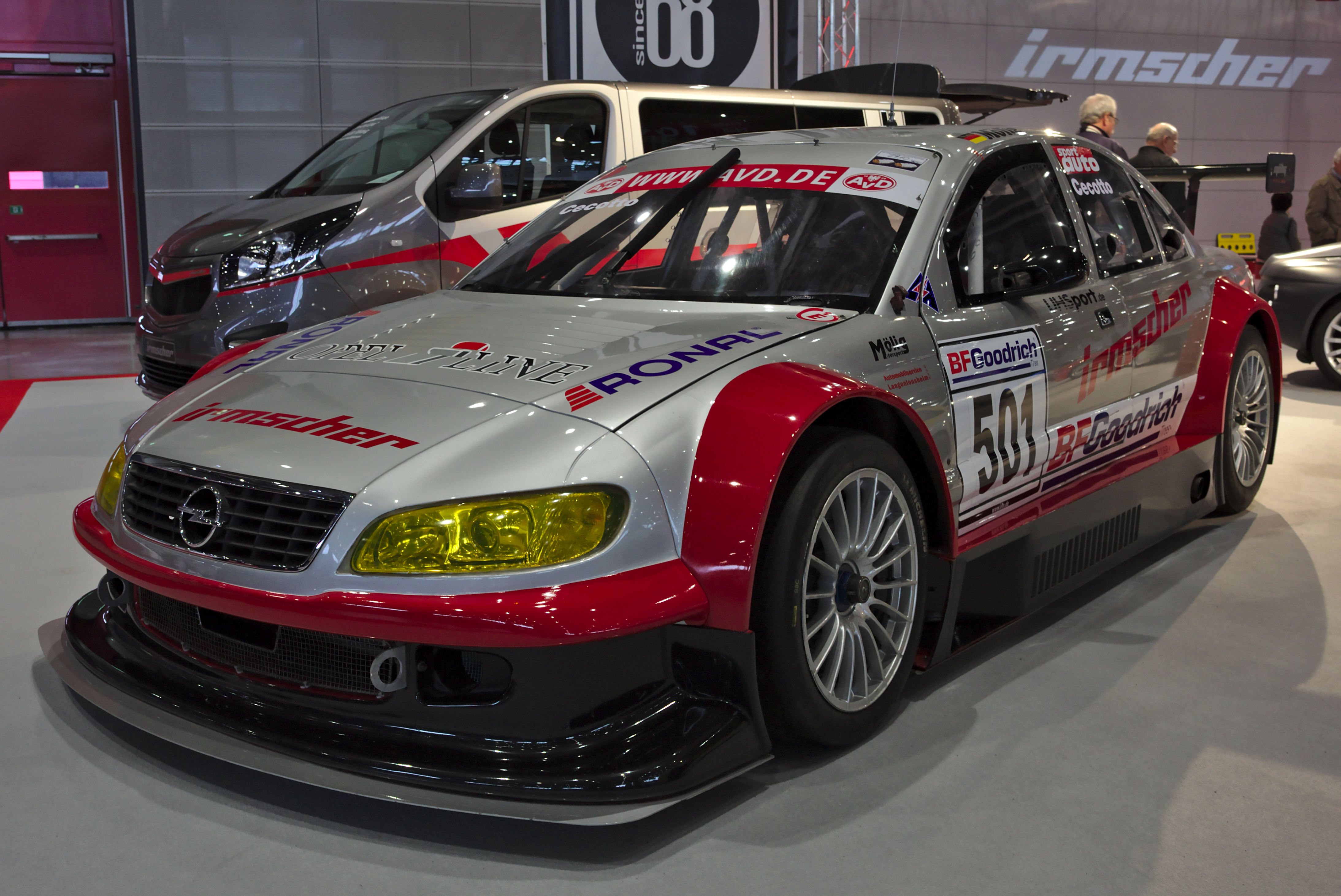
Irmscher Omega V8 Star

Die V8-Star (eigentlich: V8-S.T.A.R. für Silhouette Touring Automobile Racing) war eine zwischen 2001 und 2003 stattfindende herstellerunabhängige deutsche Tourenwagen-Meisterschaft mit Silhouettefahrzeugen. Fahrgestelle und Motoren waren bei allen Fahrzeugen gleich.
Die Rennfahrzeuge hatten keine technischen Gemeinsamkeiten mit einem Serienfahrzeug. Es gab zwar unterschiedliche Karosserien – sogenannte Silhouetten aus glasfaserverstärktem Kunststoff, die dem Aussehen von diversen Mittelklassemodellen nachempfunden waren – aber technisch gab es bei allen Tourenwagen keine Unterschiede.

## Geschichte
Die V8-Star Serie war als herstellerunabhängige Rennserie für private Teams bescheiden gestartet und wurde schnell zu einer der populärsten Rennserien im deutschen Motorsport. Doch aufgrund wirtschaftlicher Schwierigkeiten kam es letztlich zu einem plötzlichen Ende der Serie nach nur 3 Jahren.

### Hintergrund und Motivation
Die Idee zur V8-Star entstand zum Ende der STW-Meisterschaft. Der deutsche Tourenwagensport steuerte in eine ungewisse Zukunft. Die einstige Top-Tourenwagen Serie, die Deutsche Tourenwagen-Meisterschaft, existierte schon seit ein paar Jahren nicht mehr. Die STW-Meisterschaft konnte als 2. Liga des Tourenwagensports die DTM nie ersetzen und stand Ende 1999 auch vor dem Aus. Dazu steckten die Planungen für eine neue DTM noch in den Kinderschuhen. Zu diesem Zeitpunkt entwickelte sich die Idee einer herstellerunabhängigen Tourenwagen-Serie mit Einheitschassis nach dem NASCAR-Vorbild aufzubauen.
Auf der Essen Motor Show 1999 präsentierten der frühere Ford-Motorsportchef Lothar Pinske, BMW-Ingenieur Thomas Ammerschläger und der frühere Rennfahrer und AMG-Berater Dieter Glemser dem ehemaligen DTM-Pilot Altfrid Heger ihren Plan. Heger spielte bei dem Aufbau der V8-Star eine zentrale Rolle, da er sich beruflich vom Rennfahrer hin zu einem Motorsport-Manager orientierte. Er konnte die Essener Hopf-Holding mit den zwei Halbbrüdern Stephan Holthoff-Pförtner und Frank D. Holthoff als Gesellschafter gewinnen, die nicht nur aufgrund ihrer Motorsport-Leidenschaft viel Geld in das Projekt V8-Star investierten. Sie sahen das Potential mit dem auf mindestens 5 Jahre ausgelegten Projekt langfristig Geld zu verdienen. Als Geschäftsführer konnte Max Welti für die V8-Star verpflichtet werden. Dieser brachte neben seiner Erfahrung als ehemaliger Rennfahrer auch die Erfahrung als Rennleiter des Sauber Formel 1 Teams mit. Innerhalb eines Jahres konnte aus der ursprünglichen Idee ein ausgearbeitetes Konzept auf der Essen Motor Show 2000 vorgestellt werden.
Innerhalb eines halben Jahres entstand aus dem Konzept ein fertiges Rennfahrzeug. Nachdem im Spätsommer 2000 alle Verträge mit Zulieferern abgeschlossen wurden, konnte ein erster Prototyp aufgebaut werden. Die ersten Testfahrten wurden von Altfrid Heger noch vor der Vorstellung des Fahrzeugs durchgeführt. Im Oktober 2000 fand auf dem Nürburgring dann die Präsentation des ersten V8-Star-Prototyps statt. Vorgestellt wurde ein Fahrzeug mit einer schwarzen, nur leicht abgewandelten BMW-5er-Silhouette mit breit ausgestellten Kotflügeln und großem Heckflügel. Der Motor war ein 5,7-l-V8 von Jack Roush. Das Konzept der V8-Star kam bei vielen Rennteams gut an, sodass über den Winter 28 von 30 produzierten Chassis mit 5 verschiedenen Silhouetten verkauft wurden. Großen Wert legte die V8-Star auf das Marketing. Durch eine Umsetzung der Corporate Identity wurde das markante V8STAR-Logo in den Hausfarben blau, orange und weiß zu einem wiedererkennbaren Markenzeichen der Rennserie.

### 2001

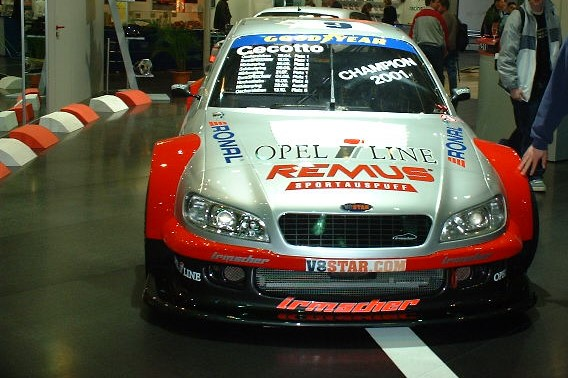
Irmscher V8-Star Opel Omega

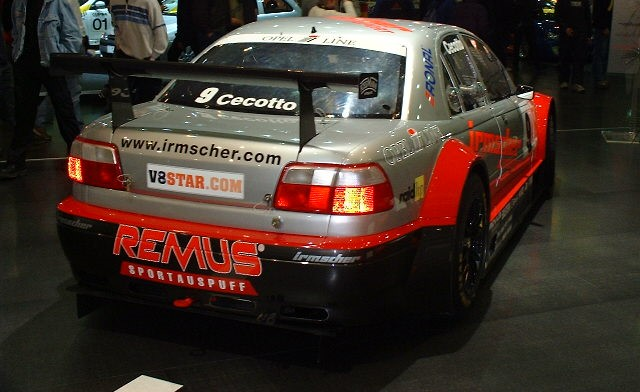
Irmscher V8-Star Opel Omega

In der Premierensaison schloss sich die V8-Star dem Veranstaltungspaket der Beru Top 10 an. Hier fungierte sie als zweites Highlight neben der Deutschen Tourenwagen-Challenge (DTC). Um das Wochenende attraktiver zu gestalten, trug die DTC wie gewohnt ihre Rennen sonntags aus, während die V8-Star samstags fuhr. Das sorgte dafür, dass die Top 10 Veranstaltungen erstmals samstags mehr Zuschauer besuchten als sonntags. Da die Beru-Top 10 auch im Rahmen des 24h Rennens am Nürburgring fuhr, konnte die V8-Star sich dort einem großen Publikum präsentieren. Während das Rennen noch auf der GP-Strecke stattfand, fand die Auslaufrunde nach dem Rennen über die Nordschleife statt. Mit dem DSF fand die V8-Star auch einen TV-Partner, der die Rennen live im Fernsehen übertrug.
Das Fahrerfeld der ersten Saison bestand sowohl aus jungen Nachwuchspiloten als auch aus erfahrenen Piloten, die bei den Fans bekannt und beliebt waren. Dazu zählten unter anderem Ralf Kelleners, Karl Wendlinger, Kurt Thiim, Roland Asch, und Johnny Cecotto. Für Cecotto war es nach der Zwangspause durch den BMW-Ausstieg aus der STW ein Comeback als Vollzeitrennfahrer. Sein ehemaliger Teamkollege Heger vermittelte den Kontakt zum Irmscher-Team, das von der DTM in die V8-Star wechselte. Ergänzt wurde das Fahrerfeld durch junge Nachwuchspiloten wie Christian Hohenadel, Steffen Widmann, Thomas Mutsch und Marcel Tiemann. Eigentlich hatte Marcel Tiemann mit dem Team Zakspeed Forsythe Racing einen Vertrag für die Champ-Car-Serie unterschrieben. Doch da der Hauptsponsor absprang, konnte Peter Zakowski ihm nur einen Platz bei der V8-Star anbieten, den er in dem Glauben annahm später doch Champ-Car zu fahren. Da dies nicht mehr zustande kam, entwickelte sich die Saison zu einem Titelduell zwischen Jung und Alt. Sowohl Fahrer-, Team- und Boxenstopp-Wertung entscheiden sich erst im letzten Rennen.
Das Duell um die Fahrerwertung führte zwischen Johnny Cecotto und Marcel Tiemann am Hockenheimring zu einem legendären Rennen, als Tiemann Cecotto umdrehte, 30 Strafsekunden kassierte, Cecotto dann Tiemann in einem Revanchefoul abschoss und ebenfalls 30 Strafsekunden erhielt. Das Rennen endete mit einem weiteren Unfall in der letzten Kurve. Sascha Bert drehte sich in Führung liegend, Kris Nissen konnte nicht ausweichen und traf auch noch Wendlinger. Gewinner des Rennens wurde überraschend Thomas Mutsch, der auch das nächste Rennen am Nürburgring gewinnen konnte. Im Finale in Oschersleben fiel Marcel Tiemann wieder durch seine harte Fahrweise auf, bei der er seinen Zakspeed Teamkollegen Karl Wendlinger abschoss, der mit einem Differentialschaden kämpfte. Der Fernsehzuschauer bekam live die Funksprüche zwischen der Zakspeed-Box und den Fahrern kurz vorher mit: „Wenn er mich nicht vorbeilässt, schieße ich ihn ab“. Da Tiemann dafür nur eine Geldstrafe bekam, konnte er seinen Sieg behalten, der ihm aber nur für die Vizemeisterschaft reichte. Johnny Cecotto, der bereits 4 der ersten 6 Rennen gewann, konnte sich mit Platz 5 im letzten Rennen zum ersten V8-Star Champion krönen.

### 2002
Nach der ersten überaus erfolgreichen Saison wurde bereits Ende 2001 auf der Essen Motorshow die neue Saison 2002 eingeleitet. Es gab zwei neue Silhouetten, mehr Motorleistung, und der sportliche Ablauf wurde durch ein Top 12- anstatt eines Top-8-Qualifyings umgestaltet. Bei der Fernsehübertragung wechselte DSF auf den bekannten TV-Kommentator Rainer Braun, der in den Vorjahren bereits DTM und STW Rennen kommentierte und bei den Fans für seine Kommentare sehr beliebt war. Innerhalb der umstrukturierten V8-Star-Organisation bekam Altfrid Heger den Titel des Präsidenten. Trotzdem absolvierte er die meisten Testfahrten im Winter zur Abstimmung des geänderten Motors und der neuen Silhouetten persönlich. Die V8-Star weckte zudem das Interesse von vielen bekannten Rennfahrern. Aus der DTM kamen neben Hubert Haupt auch Pedro Lamy, der zusammen mit Robert Lechner bei Zakspeed ein neues Duo bildete. Aus der DTC wechselten unter anderen Dirk Adorf und die einzige DTM-Lauf-Siegerin Ellen Lohr. Auch aus der Truck-Europameisterschaft gab es einen Wechsel von Markus Oestreich. Mit Roland Asch, Thomas Mutsch und dem Meister 2001 Jonny Cecotto blieben ebenfalls wichtige Protagonisten der ersten Saison der V8-Star erhalten. Und somit kam es wieder zu einem Titelkampf zwischen Jonny Cecotto, Thomas Mutsch und den Zakspeed-Piloten Robert Lechner und Pedro Lamy. Mit 4 gewonnenen Rennen reichte es für Thomas Mutsch trotz der meisten Einzelsiege am Ende der Saison nur für Tabellenplatz 3. Im vorletzten Saisonrennen konnte Jonny Cecotto bereits seinen Titel vorzeitig verteidigen. Mit zwei Siegen in den letzten 2 Rennen konnte sich somit Robert Lechner noch die Vize-Meisterschaft sichern. Aus sportlicher Sicht war die Saison 2002 der Höhepunkt der V8-Star Geschichte. Wirtschaftlich zeichneten sich bereits die ersten Probleme ab, die hinter den Kulissen abspielten und gar nicht an die Öffentlichkeit drangen. Den Ausgaben standen zu wenige Einnahmen gegenüber. Zudem gab es im Sommer 2002 vom Finanzamt den Vorwurf der Liebhaberei.

### 2003
Die Präsentation der Saison 2003 fand wieder einmal auf der Essen Motorshow nur fünf Wochen nach dem Saisonfinale 2002 statt. Dort wurden drei Neuerungen vorgestellt. Aufgrund der wirtschaftlichen Lage sollte ein neues „V8STAR-Team-Package“ die Einsatzkosten für die Teams reduzieren. Der sportliche Ablauf sollte geändert werden, indem samstags das freie Training, Zeittraining und das Top-12-Qualifying ausgetragen werden sollte und sonntags das Rennen nach einem Warm-up. Hinsichtlich des Rennkalenders präsentierte die V8-Star die Änderung, nicht mehr alle Rennen im Rahmen der Beru Top 10 zu fahren. Zusätzlich sollte stattdessen beim German 500 sowie beim Truck GP am Nürburgring gestartet werden. Außerdem waren zwei Ovalrennen auf dem EuroSpeedway Lausitz geplant. Im Februar 2003 wurde jedoch überraschend verkündet, dass sich die V8-Star komplett von der Beru Top 10 trennt. Aufgrund der fortgeschrittenen Zeit im Winter waren viele Verträge von anderen Rennserien mit Rennstrecken bereits geschlossen. Somit konnte die V8-Star nur noch als Rahmenrennserie bei anderen Veranstaltungen starten und musste Antrittsgelder bezahlen. Dadurch bestand der Rennkalender aus drei Rennen am Nürburgring (im Rahmen des GTP Weekend, des 24h Rennens und des Truck GP), einem am Sachsenring, zwei in Zandvoort (im Rahmen des Marlboro Masters und der Trophy of the Dunes) sowie drei am EuroSpeedway Lausitz (im Rahmen des German 500 auf dem GP-Kurs und zweimal im Oval). Die Selbstständigkeit der V8-Star erhöhte den organisatorischen Aufwand, da nicht mehr auf die bestehenden Strukturen der Beru Top 10 zugegriffen werden konnte. Zudem schied Gründungsmitglied Max Welti noch vor der Saison aus der Geschäftsführung der V8STAR aus, die er zuletzt gemeinsam mit Dr. Georg Scheid geleitet hatte.
Obwohl die Renndauer von 70 min auf 50 min reduziert wurde, wurden die Rennen nicht mehr live im Fernsehen übertragen. Es konnte zwar der TV-Vertrag mit dem DSF verlängert werden, jedoch wurde die Berichterstattung deutlich reduziert und die Rennen nur noch in Zusammenfassungen am Abend gezeigt. Auch in anderen Medien brach die Berichterstattung ein. So war von den damals noch dominierenden Printmedien kein einziger Journalist der Motor Presse Stuttgart zum ersten Ovalrennen einer deutschen Rennserie erschienen.
In dieser angespannten wirtschaftlichen Lage musste die V8-Star ihre Ausgaben reduzieren, wodurch die finanzielle Unterstützung der Teams zurückgefahren werden musste. Dies wirkte sich negativ auf die Starterzahlen aus und führte zu einer deutlichen Fluktuation der Teams, die teilweise nur einzelne Rennen aufgrund von Einmal-Sponsoren fahren konnten. Da das Starterfeld mit finanzkräftigen Herrenfahrern aufgefüllt werden musste, sank zudem die Leistungsdichte im Starterfeld.
Zu den Abgängen der Saison zählte mit Jonny Cecotto auch der Champion der vergangenen Jahre, obwohl das Irmscher-Team bis kurz vor Saisonstart noch mit ihm verhandelt hatte. Das Fahren im Oval begeisterte ihn ebenso wenig wie die Vorgänge hinter den Kulissen der V8-Star. Anstelle von Cecotto fuhr der ehemalige DTM-Pilot Yves Olivier für Irmscher. Aufgrund des erfolglosen Abschneiden in den ersten beiden Rennen, ersetzte Irmscher Olivier durch den zurückgetretenen Roland Asch, der somit 2003 sein Comeback in der V8-Star feierte. Die Zakspeed-Mannschaft setzte weiterhin auf die Fahrer Pedro Lamy und Robert Lechner, die die Saison dominierten. Zwar zählte auch wieder Thomas Mutch zu den schnellsten Fahrern der Saison, doch konnte er teilweise durch Pech keine weiteren Siege in dieser Saison erreichen. Mit dem ehemaligen DTM-Piloten Michael Bartels kam ein weiter schneller Pilot in Serie dazu, der am Ende der Saison sogar punktgleich mit Thomas Mutsch Dritter wurde. Aber auch er konnte die Siegesserie von Zakspeed nicht durchbrechen. Dies gelang überraschend am Nürburgring dem V8-Star Rückkehrer Roland Asch, der somit mit 52 Jahren in seinem 22. V8-Star-Rennen seinen ersten Sieg im dritten Jahr feiern konnte. Noch überraschender gelang Gaststarter Donny Crevels einen Heimsieg im Rahmen des Formel-3-Masters in Zandvoort. Alle weiteren Siege konnte, auch aufgrund der perfekten Teamarbeit beim Boxenstopp, die Zakspeed-Piloten für sich verbuchen. Mit dem 4. Saisonsieg beim Finale der V8-Star im Oval des EuroSpeedway Lausitz gewann Pedro Lamy die Meisterschaft.

### Ovalrennen
Das Konzept der V8-Star sah von Anfang an vor Rennen im Ovalkurs zu fahren, so wie bei ihrem Vorbild der amerikanischen NASCAR-Serie. Dieser Plan wurde zur Saison 2003 umgesetzt. Bereits im Vorfeld wurden hierfür umfangreiche Vorbereitungen getroffen.
Die ersten Tests im Oval fanden 2002 statt. Nachdem Altfrid Heger bereits allein erste Erprobungsfahrten unternommen hatte, fanden nach dem regulären V8-Star-Rennen auf dem GP-Kurs Testfahrten im Oval mit vier weiteren Piloten statt, um Reifentests und Fahrten im Pulk zu simulieren. Für die hochbelasteten kurvenäußeren Reifen kombinierte Goodyear eine aus der NASCAR bewährte Gummimischung mit der 18-Zoll-V8-Star-Konstruktion. Bei den Tests konnten damit konstant Durchschnittsgeschwindigkeiten von deutlich über 240 km/h gefahren werden.
Zur Vorbereitung für die Oval-Premiere der V8STAR wurden umfangreiche Schulungen vorgenommen. Präsident Altfrid Heger reiste als Testfahrer zusammen mit Technik-Leiter Peter Kayser zum Charlotte Motor Speedway in die USA. In Zusammenarbeit mit der Richard Petty Driving Experience, einer Ausbildungsstätte für Oval-Rennfahrer, wurden die dortigen Testfahrten durchgeführt und Erfahrungen für das Fahren im Oval sowie für die Organisation ausgetauscht. Die V8-Star-Fahrer mussten für das Ovalrennen eine Oval-Rennlizenz nach den Richtlinien des Deutschen-Motorsport-Bundes (DMSB) erwerben. Die Richard Petty-Instruktoren kamen hierfür nach Deutschland, um die V8-Star Fahrer, die allesamt Oval-Neulinge waren, bei dem von der V8-Star vorgeschriebenen dreitägigen Rookie-Test zu unterstützen. Dieser bestand neben umfangreichen theoretischen Einführungen vor allem aus praktischen Schulungen, um das sichere Fahren im Pulk und im Windschatten bei Höchstgeschwindigkeit zu trainieren. Auch Roland Rehfeld unterstützte mit seinen Erfahrungen aus der britischen Stock-Car-Serie ASCAR die V8-Star-Piloten. Für die Teams und Fahrer wurde mit Alexander Friebel zudem noch ein Spotter der ASCAR eingeladen, um in Sachen Taktik und Boxenfunk zu unterrichten.
Im Gegensatz zu den Rennen auf Rundkursen, wurde das Format für die Ovalrennen geändert: Ein 30 Runden langes Qualifikationsrennen entschied über die Startaufstellung zum 50 Runden Hauptrennen. Während der Distanz von 160 km war zudem ein Pflicht-Boxenstopp zu absolvieren.
Das Premierenrennen war geprägt durch reichlich Überholmanöver und Windschattenduellen unter dröhnendem V8-Sound vor offiziell 10.000 Zuschauern. Jedoch kam es bei der Premiere zu einer Verkettung von Problemen und Fehlern der Rennleitung, sodass das Rennen am Ende nicht gewertet wurde: Obwohl nach einer Gelbphase in der 14. Runde der Zeitenmonitor einfror, wurde das Rennen weiter laufen gelassen. Jedoch wurde für den nächsten Restart dieser mittlerweile veraltete und falsche Zwischenstand als Startreihenfolge herangezogen. Hinzu kam, dass die Rennleitung während der Gelbphase die Ampel am Boxeneingang nicht auf rot schaltete, so wie es im eigens für dieses Rennen ausgearbeiteten DMSB-Oval-Reglement festgelegt wurde. Daher kamen die Fahrer eigentlich unerlaubt zum Boxenstopp, was die Reihenfolge im Klassement entscheidend veränderte. Zum Ende des Rennens wollte die Rennleitung durch Durchfahrtstrafen ihren eigenen Fehler korrigieren, doch dies war durch mehrfache Fehlentscheidungen nicht mehr sauber möglich. Nach dem Rennen wurde auf dem Podium zwar Pedro Lamy als Sieger gefeiert, doch es kam zu mehreren Protesten anderer Teams, die alle aus eigener Sicht und den unterschiedlichsten Gründen als nachträgliche Sieger in Frage kamen. Deswegen wurde in der Woche nach dem Rennen eine Rekonstruktion des Rennens angesetzt, die jedoch erfolglos blieb, sodass das Rennergebnis annulliert wurde. Als Ausgleich wurde das Rennen am Ende der Saison durch ein zweites Ovalrennen beim Saisonfinale nachgeholt.

### Rennen auf der Nordschleife
Neben dem Oval stand die Nordschleife des Nürburgrings für die V8-Star zur Evaluierung der Rennstreckentauglichkeit ihrer Boliden ganz oben auf der Liste. Bereits im ersten Jahr fuhr das Starterfeld die Auslaufrunde nach dem Nürburgring-Rennen hinter dem Safety Car über die Nordschleife. Im Jahr 2002 folgten die ersten Testfahrten von Altfrid Heger bei den Einstellfahrten zum siebten Lauf der VLN. Damit sollte die Allround Fähigkeit der V8-Star Fahrzeuge bewiesen werden, und das Interesse von Teams an diesen Fahrzeugen für die VLN und das 24h-Rennen geweckt werden. Ein reines V8-Star-Rennen fand auf der Nordschleife nie statt. Die Rennpremiere eines V8-Star-Fahrzeugs erfolgte zum Saisonauftakt 2003 der VLN. Das Team Sagarage setze in der Saison ein Fahrzeug für Dirk Adorf, Hermann Tilke und Ulrich Galladé ein. Beim neunten Saisonlauf gelang dem Team der erste VLN-Gesamtsieg mit einem V8-Star-Fahrzeug.

### Einstellung der V8-Star Serie
Nach dem Saisonende 2003 präsentierte die V8-Star im Oktober ihre Pläne für 2004. Die Rennen sollten auf 60 min verlängert werden. Außerdem war ein neuer Verteilerschlüssel für das Preisgeld vorgesehen, der statt bisher als Erfolgsprämie für das Rennergebnis künftig als Startgeld unter allen Teams gleichmäßig gezahlt werden sollte. Die dafür notwendigen Sponsoren wurden allerdings nicht gefunden. Zudem erwies sich die Planung des neuen Rennkalenders als schwierig, denn auch eine Rückkehr in den Kreis des alten Partners Beru Top 10 scheiterte. Noch vor der Essen Motorshow wurde das vorläufige Ende der V8-Star verkündet. Offiziell sollte im Jahr 2004 lediglich eine Pause eingelegt werden, um die Rennserie zu restrukturieren und neue Partner zu finden. Eine Fortsetzung der Serie im Jahr 2005 war geplant, fand jedoch nicht mehr statt.

### Nach der V8-Star Serie
Noch viele Jahre nach dem Ende der V8-Star.Serie fuhren noch V8-Star-Tourenwagen in anderen Rennserien, wie der VLN, der Dutch Supercar Challenge, der Britcar und im Divinol-Cup. Während in der VLN eine Weiterentwicklung der Fahrzeuge nicht möglich war, entstanden in der Dutch Supercar Challenge und im Divinol-Cup hochgezüchtete Konfiguration mit 650 PS unter dem Namen „V8SuperSTAR“. Swissracing Motorsport entwickelte auf Basis eines V8-Star-Fahrzeugs den SRM V8 GT mit einer eigenständigen Silhouette und einem 7,1-l-Corvette-Le-Mans-Motor mit ca. 750 PS. Hiermit wurde das Team Swissracing Gesamtsieger in der letzten Saison des Divinol-Cup 2007. Das Team Zakspeed war auch noch im Besitz dieser Fahrzeuge und veranstaltete mit ihnen Lehrgänge und Rennfahrerschulen auf dem Nürburgring und dem Oval des EuroSpeedway Lausitz.
Ursprünglich gab es sogar Pläne die niederländische Tourenwagenmeisterschaft (Dutch Touring Car Championship) mit V8-Star-Fahrzeugen ab 2003 auszurichten. Jedoch wurde die Serie Ende 2003 noch vor einem Reglementswechsel eingestellt.

## Technik

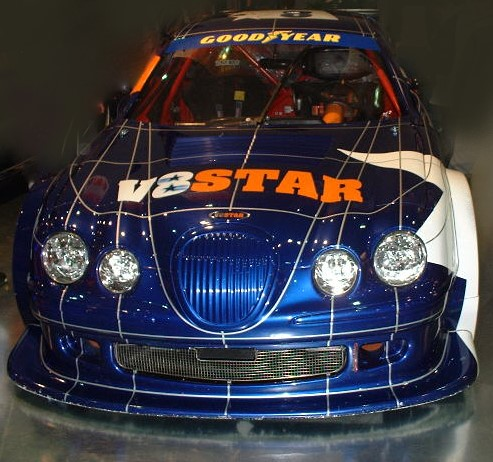
V8-Star Jaguar S-Type

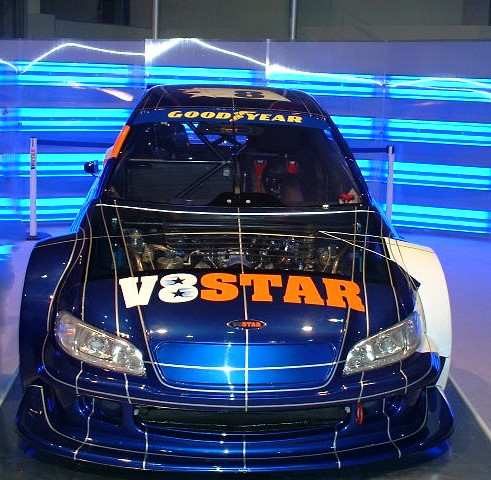
V8-Star Opel Omega

Die V8-Star setzte auf das Konzept, Teams und Fahrern die gleichen technischen Voraussetzungen zu liefern, um ihr individuelles Können in den Vordergrund zu stellen. Dafür wurde technisch auf herstellerunabhängige Einheitsfahrzeuge mit Einheitsmotoren gesetzt, die sich allerdings äußerlich unterscheiden sollten. Für die Entwicklung der Konstruktion und der anschließenden Fertigung der Fahrzeuge wurde die Firma Nitec ausgewählt, die ein Tochterunternehmen von Zakspeed war. Von Nitec stammten über 40 Prozent der Fahrzeugteile eines V8-Stars zu denen vor allem Karosserieteile, Chassis mit Gitterrohrrahmen, Aufhängungen, Sicherheitszelle und Crashkomponenten zählten.
Bei der ursprünglichen Idee der V8-Star sollten serienmäßige V8-Motoren der jeweiligen Hersteller zum Rennmotor gemacht werden, die in ein Einheitschassis mit Gitterrohrrahmen eingesetzt und mit der jeweiligen Silhouette des Herstellers versehen werden sollten. Aufgrund des zu erwartenden Aufwands, um das Leistungsniveau der verschiedenen Motoren einander anzugleichen, fiel die Entscheidung für die Einheitsmotoren. Um den Fans ein abwechslungsreiches Feld zu bieten, wurde weiterhin an dem Konzept der verschiedenen Silhouetten für ein Einheitschassis festgehalten.
Um die Kosten für die Teams im bezahlbaren Rahmen zu halten, wurden bei der Entwicklung der Fahrzeuge ein Kompromiss zwischen teuren Werkstoffen und Leichtbau eingegangen. So wurde zum Beispiel bei den Silhouetten das günstigere GFK dem leichteren CFK vorgezogen. Das Ziel war ein spektakuläres, aber vor allem robustes und zuverlässiges Fahrzeug, das über die 5 Jahre, für die die V8-Star Serie ursprünglich mindestens ausgelegt war, halten sollte. Der Preis für ein komplettes Fahrzeug-Kit ohne Motor lag bei 156.000 Euro zzgl. 45.000 Euro Motorleasing. Zudem hatten die Teams die Möglichkeit, das Kit ebenfalls zu leasen.

### Antrieb
Bei dem Antrieb wurde auf einen 5,7-l-V8-Motor mit 2 Ventilen pro Zylindern gesetzt, der vom US-amerikanischen NASCAR-Tuner Jack Roush entwickelt worden war und sich durch sein V8-typisch grollendes Motorengeräusch auszeichnete. Bei der Auslegung des Motors stand vor allem die Langlebigkeit für eine ganze Saison im Vordergrund, um mögliche Ausfälle und Kosten niedrig zu halten. Da der Motor ausschließlich vermietet wurde, hatten die Teams Planungssicherheit bei den Kosten, zumal der Leasingvertrag bei einem Motorschaden auch einen Motorentausch umfasste. Die Kraftübertragung des Motors an die Hinterachse übernahm ein sequenzielles 6-Gang-Getriebe vom australischen Getriebespezialisten Holinger. Dieses hatte sich bereits in der australischen V8 Supercars durch Zuverlässigkeit bewährt. Zur Chancengleichheit durften die Teams weder am Motor noch am Getriebe Änderungen durchführen. Dazu wurden die Motoren verplombt und regelmäßig kontrolliert. Elektronische Fahrhilfen waren verboten. Während in der Saison 2001 diese Motoren auf 330 kW (450 PS) begrenzt waren, wurden sie für ab der Saison 2002 auf eine Leistung von offiziell 364 kW (495 PS) gesteigert und gaben ca. 590 Nm maximales Drehmoment bei 4.850 /min ab. Die maximale Drehzahl war 6.900/min. Der Leistungszuwachs konnte durch Veränderungen am Ansaugtrakt und an der Motorelektronik erreicht werden. Mit 495 PS war die V8-Star seinerzeit Deutschlands stärkste Tourenwagen-Serie. Das hohe, früh anliegende Drehmoment führte zu spektakulären Rennszenen mit driftenden Fahrzeugen selbst bei Trockenheit.

### Chassis
Auch wenn die Fahrzeuge äußerlich Ähnlichkeiten zu Serienfahrzeugen verschiedener Hersteller hatten, verbarg sich unter deren Silhouette reine Prototypen-Technik für den Rennsport. Das Chassis war ein eigens für die V8-Star entwickelter Gitterrohrrahmen aus Chrom-Molybdän-Stahl. Um die Sicherheit für den Fahrer weiter zu erhöhen, war in dessen Zentrum eine Fahrerzelle aus kohlenstofffaserverstärktem Kunststoff (CFK) verschraubt, das technisch einem Monocoque von Formelfahrzeugen entsprach. Darin integriert waren das Sechspunkt-Sicherheitsgurt-System, der Rennsitz und die Pedalerie. Die weit hinter der Vorderachse mittig im Fahrzeug positionierte Fahrerzelle führte zu einer höheren Sicherheit und einer guten Gewichtsverteilung. Jedoch war dadurch die Sicht für den Fahrer gewöhnungsbedürftig und teilweise eingeschränkter als bei anderen Rennfahrzeugen.
Die passive Sicherheit des Chassis wurde durch eine vordere CFK-Crashbox und ein unter dem hinteren Stoßfänger platziertes Crash-Pad im Heck auf einen für Tourenwagen sehr hohen Sicherheitsstandard gebracht. Damit wurde nicht nur den Empfehlungen des Weltautomobilverbandes FIA gefolgt, sondern auch mit aufwändigen Crashtests die Sicherheit mit dem obligatorischen Seitencrash sowie einen freiwillig durchgeführten Frontalcrash nachgewiesen.
Zum Fahrwerk gehörten an Doppelquerlenkern einzeln aufgehängte Räder vorn und hinten sowie Bilstein-Dämpfer und H&R-Schraubenfedern. Zur Abstimmung des Fahrwerks konnten die Teams und Fahrer aus drei verschiedenen Federpaketen auswählen. Bei den Reifen setzte sich das Gleichheitsprinzip fort. Jedem Team standen pro Rennen und Fahrzeug 10 Goodyear-Slicks im Format 27,5 × 11,0 - 18 Zoll vorne und 28,0 × 12,5 - 18 Zoll hinten zur Verfügung.

### Silhouetten
Um den Fans ein abwechslungsreiches Feld zu bieten, wurden für das Einheitschassis verschiedene Silhouetten realisiert. Hierbei wurde Wert auf spektakuläres Aussehen – mit großen Spoilern und Flügeln – sowie breiten Radhäusern gelegt. Die Karosserien waren verschiedenen Limousinen der oberen Mittelklasse nachempfunden. Die 90 kg leichten, glasfaserverstärkten Kunststoff (GFK) Silhouetten hatten nach aufwändiger Abstimmung im Windkanal die gleichen aerodynamischen Eigenschaften. Nur über den festgelegten Verstellbereich des Heckflügels hatten Fahrer und Teams die Möglichkeit die Aerodynamik des Fahrzeugs zu verändern.
Allerdings wollten die Automobilhersteller nicht ein Fahrzeug ihrer Marke verlieren sehen, ohne Einfluss auf dessen Erfolg zu haben und sahen dabei ihr Image gefährdet. Gerade die deutschen Automobilhersteller pochen auf ihre Markenrechte. Dies führte dazu, dass die V8-Star ganz ohne Mercedes-Silhouette auskommen musste und die Silhouetten des BMW 5er und des Audi A6 stark abgewandelt werden mussten, nachdem bei der ersten Präsentation der V8-Star ein erster Prototyp mit einer nur leicht abgewandelten BMW-5er-Silhouette der Öffentlichkeit präsentiert wurde. Die anderen Hersteller Opel, Lexus und Jaguar sahen die Anlehnung an ihre Serienfahrzeuge eher als Gratiswerbung. Zur Saison 2002 kamen zwei neue Silhouetten hinzu. Diesmal bekannten sich die beiden Hersteller Volkswagen und Ford zur V8-Star-Serie, so dass die Karosserien nicht abgewandelt werden mussten, sondern oberhalb der Radnabe dem original Passat und Mondeo entsprachen.

### Eckdaten
Motor
- Bauart: V8-Motor mit Motorblock aus Leichtmetall
- Hubraum: 5700 cm³
- Leistung: 495 PS bei 6800/min
- maximales Drehmoment: 590 Nm bei 4850/min
- Gewicht: ca. 200 kg

Antrieb
- Hinterradantrieb
- Getriebe: 6 Gänge, sequenziell

Fahrwerk
- H&R-Rennfedern
- verstellbare Bilstein-Dämpfer

Räder/Reifen
- vorn: 27,5 × 11,0 - 18 Zoll
- hinten: 28,0 × 12,5 - 18 Zoll
- Reifenhersteller: Goodyear

Bremsen
- vorn: 378 mm Scheiben
- hinten: 330 mm Scheiben

Karosserie
- Einheitsgitterrohrrahmen aus Chrom-Molybdän-Stahl
- Sicherheits-Fahrerzelle aus CFK
- GFK-Silhouette (ca. 90 kg)
- CFK-Crashbox vorn
- Crash-Pad im Heck
- Tankvolumen: 120 l
- Gesamtgewicht (betankt) ca. 1295 kg
- Höchstgeschwindigkeit: ca. 300 km/h

Kosten
- Fahrzeug: 156.000 Euro zzgl. 45.000 Euro Motorleasing
- Saisonkosten inkl. Unfallversicherung mit SB: ca. 500.000 Euro
- Einschreibegebühr: 15.000 Euro (Saison 2002)

## Sportlicher Ablauf

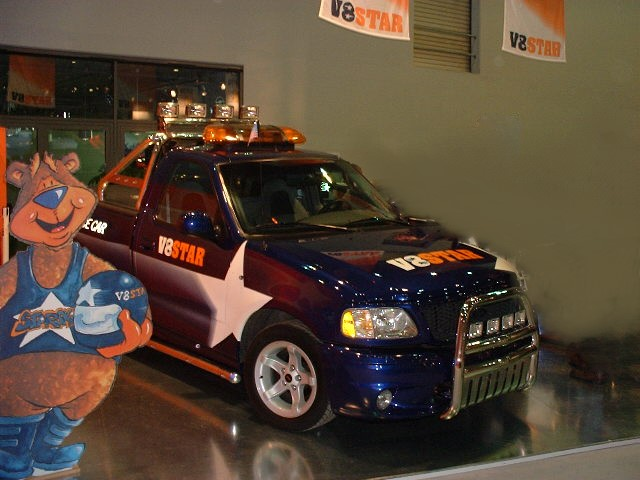
V8-Star Pace-Car

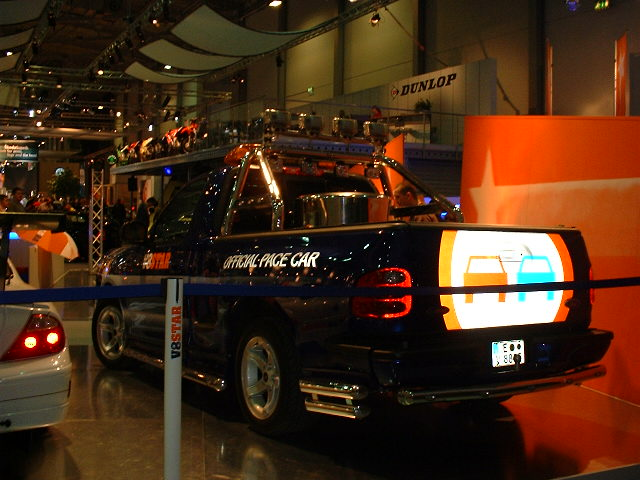
V8-Star Pace-Car

Der sportliche Ablauf der V8-Star stellte eine kleine Revolution im deutschen sowie auch im europäischen Motorsport da. Denn anders als bei vielen anderen europäischen Rennserien orientierte sich die V8-Star nicht an der Formel 1, sondern an der amerikanischen NASCAR-Serie, bei der man sich auch schon vom technischen Reglement inspirieren ließ.

### Training und Qualifying
Das Rennwochenende startete mit zwei gewöhnlichen freien Trainings am Freitag. Das Qualifying fand am Samstagvormittag statt. Hier wurden in einem normalen 50-minütigen Zeittraining die schnellsten Rundenzeiten ermittelt, die über die Startplätze ab Platz 13 (ab Platz 9 in der Saison 2001) entschieden. Die besten 12 (bzw. 8) qualifizierten sich für das Top 12-Qualifying (2001 nur ein Top-8-Qualifying), bei dem in drei Gruppen mit je vier Fahrzeugen ein Zweirunden-Rennen mit einem integrierten Boxenstopp zwischen der ersten und zweiten Runde ausgefahren wurde. Aus den schnellsten Zeiten der Zweirunden-Rennen aller Gruppen wurde die Startaufstellung ermittelt. Somit hatte das Team über die Schnelligkeit des Radwechsels einen direkten Einfluss an der Position des Fahrers in der Startaufstellung.

### Rennen
Den klassischen Rennsonntag gab es bei der V8-Star in den ersten beiden Jahren im Rahmen der Beru Top 10 nicht. Die Rennen wurden samstags gestartet, was zu dieser Zeit äußerst unüblich war. Das Rennen selber war ein Zeitrennen über 70 min bzw. 50 min (Saison 2003) und bestand aus zwei Sektionen mit einer dazwischenliegenden kurzen Neutralisation.
Die erste Sektion des Rennens wurde stehend gestartet. Etwa zur Mitte der ersten Rennsektion öffnete sich das 6-minütige Boxenstoppfenster für den Pflichtradwechsel aller Fahrer – nachgetankt wurde nicht. Wie bereits im Top 12 Qualifying hatte das Team mit 2 Mechanikern pro Fahrzeugseite wieder direkten Einfluss auf das Rennergebnis. Zudem gab es für die Teams eine eigene Boxenstoppwertung, bei der der schnellste Radwechsel mit 14 Punkten bewertet wurde. Bei Teams mit mehr als einem Fahrzeug floss nur der schnellste Radwechsel in die Boxenstoppwertung mit ein. Nach dem Schließen des Boxenstoppfensters führte das Rennen noch für ein paar Minuten weiter, bis nach 25 min bzw. 20 min (Saison 2003) die erste Rennsektion durch Schwenken der schwarz-weiß karierten Flagge beendet wurde. An dieser Stelle des Rennens wurden die ersten Punkte für die Teamwertung vergeben, allerdings nicht für die Fahrerwertung.
Mit dem Ende der ersten Rennsektion ging sogleich die Neutralisationsphase einher, zu der ein Pace-Car auf die Strecke geschickt wurde, um das Teilnehmerfeld einzusammeln. Hierzu setzte die V8-Star den amerikanischen Pick-up Truck Ford F150 SVT Lightning ein. Dieses führte das Teilnehmerfeld für 3 Runden an. Die erste Runde diente dafür, um das Teilnehmerfeld einzusammeln und am Ende der Runde durch die Boxengasse zu führen. Die Fahrer hatten nun die Möglichkeit an ihren Boxen anzuhalten und Reparaturen durch das Team vornehmen zu lassen. Nach der zweiten Runde hinter dem Pace-Car hatten die an der Box zur Reparatur angehaltenen Teilnehmer, sowie die überrundeten Piloten, die Möglichkeit hinter dem Pace-Car am Ende des Teilnehmerfeldes wieder einzuscheren. Der Rundenrückstand wurde für die zweite Rennsektion zurückgesetzt. Die dritte Runde hinter dem Pace-Car diente zur Vorbereitung und zur Formation für den fliegenden Start der zweiten Rennsektion. Für die Saison 2003 wurden die Runden hinter dem Pace-Car auf 2 reduziert. Die Neutralisationsphase konnte bei Fernseh-live-Übertragungen für eine Werbepause genutzt werden, ohne dass der TV Zuschauer etwas Wesentliches vom Rennen verpasste.
Im Gegensatz zur ersten Rennsektion, die stehend gestartet wurde, erfolgte der Start zur zweiten Rennsektion nach Ausscheren des Pace-Cars fliegend. Das Rennen wurde bis zum Erreichen einer Gesamt-Renndauer von 70 min bzw. 50 min (Saison 2003) weitergeführt. Sieger des Rennens war der Fahrer, der am Ende des Gesamtrennens als Erster die Ziellinie überquerte. Basierend auf dem Gesamtergebnis wurden Punkte für die Fahrerwertung, als auch noch einmal für die Teamwertung vergeben.
| Rennzeit       | Rennzeit       | Rennablauf | Rennablauf | Punktewertung             |
| 2001/ 2002     | 2003           | Rennablauf | Rennablauf | Punktewertung             |
| -------------- | -------------- | --- | --- | ------------------------- |
| 0. min         | 0. min         | Stehender Start des Rennens (Sektion 1).                                                                                    | Stehender Start des Rennens (Sektion 1). |                           |
| 14. min        | 10. min        | Öffnung des Boxenstopp-Fensters für 6 Minuten.                                                                              | Öffnung des Boxenstopp-Fensters für 6 Minuten. |                           |
| 20. min        | 16. min        | Schließung des Boxenstopp-Fensters.                                                                                         | Schließung des Boxenstopp-Fensters. | Boxenstoppwertung         |
| 25. min        | 20. min        | Beendigung der Sektion 1 des Rennens durch die Zielflagge.                                                                  | Beendigung der Sektion 1 des Rennens durch die Zielflagge. | Teamwertung               |
| Pace-Car-Phase | Pace-Car-Phase | 2001/2002 | 2003 |                           |
| 1. Runde       | 1. Runde       | Auslaufrunde der Rennteilnehmer und Einsammeln aller Rennteilnehmer hinter dem Pace-Car.                                    | Auslaufrunde der Rennteilnehmer und Einsammeln aller Rennteilnehmer hinter dem Pace-Car, mit Ausnahme derer, die zur Reparatur in die Boxengasse gefahren sind.             |                           |
| 2. Runde       | 2. Runde       | Fahrt hinter dem Pace-Car durch die Boxengasse: Die Rennteilnehmer können zur Reparatur an ihrer Box anhalten.              | Fahrt hinter dem Pace-Car durch die Boxengasse: Zur Reparatur angehaltene Teilnehmer scheren hinter dem Pace-Car wieder ein. Formation zum Start der Sektion 2 des Rennens. |                           |
| 3. Runde       |                | Zur Reparatur angehaltene Teilnehmer scheren hinter dem Pace-Car wieder ein. Formation zum Start der Sektion 2 des Rennens. | |                           |
| ~35. min       | ~28. min       | Fliegender Start des Rennens (Sektion 2).                                                                                   | Fliegender Start des Rennens (Sektion 2). |                           |
| 70. min        | 50. min        | Beendigung des Rennens durch die Zielflagge.                                                                                | Beendigung des Rennens durch die Zielflagge. | Fahrerwertung Teamwertung |

### Preisgeld
- 2001: 4,5 Millionen DM[32]
- 2002: 2,3 Millionen Euro[7]

### Punktesystem
| Platzierung      | 1  | 2  | 3  | 4  | 5  | 6  | 7  | 8  | 9  | 10 | 11 | 12 | 13 | 14 | 15 | 16 | 17 | 18 | 19 | 20 | 21 | 22 | 23 | 24 | 25 | 26 | 27 | 28 | 29 | 30 |
| ---------------- | -- | -- | -- | -- | -- | -- | -- | -- | -- | -- | -- | -- | -- | -- | -- | -- | -- | -- | -- | -- | -- | -- | -- | -- | -- | -- | -- | -- | -- | -- |
| Punkte 2001      | 26 | 24 | 23 | 22 | 21 | 20 | 19 | 18 | 17 | 16 | 15 | 14 | 13 | 12 | 11 | 10 | 9  | 8  | 7  | 6  | 5  | 4  | 3  | 2  | –  | –  | –  | –  | –  | –  |
| Punkte 2002-2003 | 32 | 30 | 29 | 28 | 27 | 26 | 25 | 24 | 23 | 22 | 21 | 20 | 19 | 18 | 17 | 16 | 15 | 14 | 13 | 12 | 11 | 10 | 9  | 8  | 7  | 6  | 5  | 4  | 3  | 2  |

## Vergleiche mit der DTM
Der Beginn der V8-Star war kurz nach der Wiederbelegung der DTM. Das Konzept der Fahrzeuge war sehr ähnlich. Beides waren Prototypen ohne technische Verwandtschaft zu einem Serienauto mit aufgesetzten Silhouetten, die als Antrieb einen V8-Motor hatten. Während die DTM durch Gleichteile die Kosten niedrig halten wollte, setzte die V8-Star dieses Konzept mit einem Einheitschassis konsequenter um. Da die V8-Star für Teams und nicht für Hersteller ausgelegt war, standen geringe Kosten im Mittelpunkt. Daher gab es kein teures Wettrüsten. Im Vergleich zu einem DTM-Fahrzeug waren die V8-Star-Fahrzeuge gut 300 kg schwerer. Doch dafür hatten die Motoren mit offiziell 495 PS mehr Leistung. Der Sound der grollenden V8-Star-Motoren war bei den Fans sehr beliebt und unterschied sich deutlich zu den kreischenden DTM-Motoren. Um sich von der DTM, in der zu dieser Zeit ausschließlich Coupé-Fahrzeuge zugelassen waren, abzugrenzen, wählte die V8-Star bewusst Silhouetten von Fahrzeugen aus der oberen Mittelklasse.
Da die V8-Star herstellerunabhängig war, bestand kein Konkurrenzkampf zwischen den beteiligten Herstellern in den Serien, jedoch um Sponsoren, Fahrer, Teams und Ingenieure. So untersagte bereits zu Anfang Mercedes AMG-Berater Dieter Glemser die Mitwirkung an der V8-Star. Die V8-Star selber wollte sich in keinerlei Konkurrenz zur DTM begeben und nur die 2. Liga im deutschen Tourenwagensport nach der DTM sein. Doch es gab in den Jahren immer wieder Versuche aus der DTM die V8-Star zu diskreditieren.

## Fahrer
Mit Johnny Cecotto (2001–2002), Karl Wendlinger (2001), Christian Danner (2002), Pedro Lamy (2002–2003), Michael Bartels (2003) und Jan Lammers (2003) waren einige ehemalige Formel-1-Fahrer am Start. Mit Harald Becker (2001–2003), Kurt Thiim (2001–2003), Roland Asch (2001–2003), Ralf Kelleners (2001), Kris Nissen (2001–2002), Marcel Tiemann (2001), Gianni Giudici (2002), Hubert Haupt (2002), Franz Engstler (2002), Markus Oestreich (2002), Yves Olivier (2003), Altfrid Heger (2003) und Cor Euser (2003) waren einige ehemalige DTM-Fahrer am Start, mit Jeroen Bleekemolen (2002) ein späterer DTM-Fahrer. Mit Ellen Lohr (2002) fuhr auch eine Frau in dieser Serie.

## Gesamtsieger
| 2001 | Johnny Cecotto | Irmscher | Omega V8-Star  | Zakspeed | S-Type V8-Star | PoleVision | S-Type V8-Star |
| 2002 | Johnny Cecotto | Irmscher | Omega V8-Star  | Zakspeed | S-Type V8-Star | Zakspeed   | S-Type V8-Star |
| 2003 | Pedro Lamy     | Zakspeed | S-Type V8-Star | Zakspeed | S-Type V8-Star | Zakspeed   | S-Type V8-Star |

## Trivia
- Die finnische Rockband The Rasmus drehte gemeinsam mit der V8-Star das Video zum Song First Day of my Life am 5. August 2003 auf dem EuroSpeedway Lausitz. Im Video ist der V8-Star Passat von V8-Star Präsident Altfrid Heger zu sehen.[38] Die Band präsentierte weltexklusiv das Video während des V8-Star Finales am 14. September 2003 auf der Großbildleinwand in der V8STAR World am EuroSpeedway.[39]